# Valle Santo Domingo
Valle Santo Domingo är en ort i Mexiko.   Den ligger i kommunen Comondú och delstaten Baja California Sur, i den västra delen av landet, 1 500 km nordväst om huvudstaden Mexico City. Valle Santo Domingo ligger 20 meter över havet och antalet invånare är 689.
Terrängen runt Valle Santo Domingo är mycket platt. Runt Valle Santo Domingo är det mycket glesbefolkat, med 3 invånare per kvadratkilometer. Valle Santo Domingo är det största samhället i trakten. Omgivningarna runt Valle Santo Domingo är i huvudsak ett öppet busklandskap.